# 沃日土司
沃日土司（藏語：འོག་གཞི།，威利转写：'og gzhi），又称鄂克什土司，是清朝至民国时期的一个世袭嘉绒人土司，为嘉绒十八土司之一，位于今四川阿坝州小金县东北部沃日乡一带。
沃日土司原本当地的一个世袭的苯教巫师家族。清军入关之后，其首领巴碧太于1658年（顺治十五年）归附清朝，被封为沃日贯顶净慈妙智国师，自此开创沃日土司。1750年（乾隆十五年），土司色达拉因在大金川之战中立功，被授予安抚司的官衔，沃日安抚司更名为鄂克什安抚司，但在民间此二名并用。沃日土司与赞拉土司（小金川土司）家族之间发生矛盾，色达拉将赞拉土司泽旺、僧格桑父子画成人像，念经诅咒。事巧泽旺病倒，其孙也突然死亡。掌管赞拉土司印信的僧格桑大怒之下发兵攻打沃日土司，欲将其灭族。色达拉向清廷求援，乾隆帝派兵进剿。1764年（乾隆二十九年），因跟随清军征讨金川，色达拉被赏给二品顶戴花翎。
1773年（乾隆三十八年），温福等人率领的清军在沃日与赞拉土司的部队发生惨烈的战斗，促浸土司（大金川土司）索诺木派兵支援赞拉土司，最终大败清军，温福阵亡。这次战败令乾隆帝震怒，最后派出了更多军队，将促浸、赞拉两土司灭亡，是为大小金川之役。
1911年（宣统三年），四川总督赵尔丰没收了沃日土司的印信，将其改土归流。但沃日土司在当地仍有很大势力，辛亥革命之后得以恢复。1917年，僧人查都·若巴发动八角暴动，沃日土司逃往成都，后在川军的帮助下恢复了权力。1937年，民国政府试图再次改土归流，在沃日实行保甲制度，然而失败了，保甲官衔依旧由土司掌握。
1951年，末代土司夫人孙永贞（勒尔热）参加“靖懋叛乱”，被中国人民解放军镇压并杀死。末代土司杨春普（得尔登连不村）无实权，在经过劳动教育后被赦免，先后任茂县专区参事、《岷江报》藏文编辑等工作。

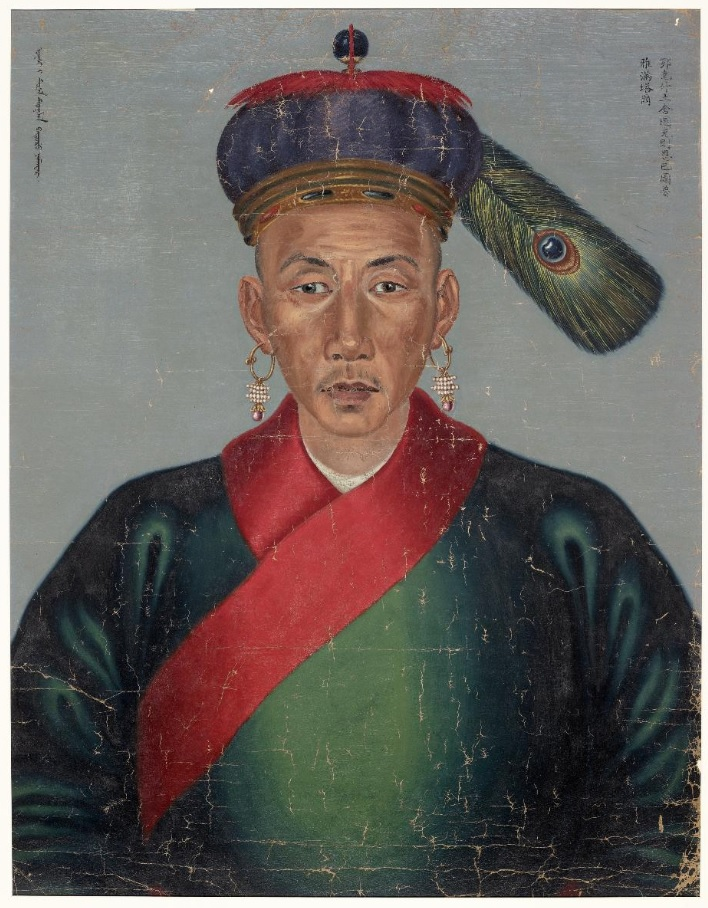
鄂克什土舍雅滿塔爾畫像